# Seconda guerra sino-giapponese
La seconda guerra sino-giapponese (7 luglio 1937 - 2 settembre 1945) fu il maggiore conflitto mai avvenuto tra la Repubblica di Cina e l'Impero giapponese, e il più grande conflitto asiatico del XX secolo. Combattuta prima e durante la seconda guerra mondiale terminò con la resa incondizionata del Giappone il 2 settembre 1945, che mise fine alla seconda guerra mondiale.
L'invasione della Cina, già flagellata da anni di guerra civile, costituiva parte del progetto strategico complessivo giapponese per assumere il controllo dell'Asia. Le prime avvisaglie di questo piano sono comunemente conosciute come "incidenti cinesi", fatti che la propaganda giapponese attribuì alla Cina in modo da legittimare le successive invasioni. L'Incidente di Mukden nel 1931 fu il casus belli dell'occupazione della Manciuria da parte del Giappone, mentre l'Incidente del ponte di Marco Polo segnò l'inizio dello scontro totale tra i due stati. La Cina non dichiarò ufficialmente guerra al Giappone fino al dicembre 1941, per timore di alienarsi gli aiuti delle potenze occidentali; una volta che il Giappone fu entrato in guerra contro gli Alleati, la Cina fu sciolta da questo vincolo e poté dichiarare apertamente guerra alle Potenze dell'Asse.
Dal 1937 al 1941 la Cina combatté da sola, mentre dopo l'attacco di Pearl Harbor a fianco dei cinesi si schierarono anche le forze alleate, sia statunitensi sia sovietiche, che fornirono materiali, uomini e servizi addestrativi alle forze comandate da Chiang Kai-shek. Dopo la resa del Giappone, nazionalisti e comunisti cinesi tornarono a scontrarsi per il controllo del Paese, avviando così l'ultima fase della guerra civile.

## Terminologia
In cinese questa guerra è nota principalmente come "Guerra di resistenza contro il Giappone" (抗日戰爭 o 抗日战争, Kàng Rì Zhànzhēng) ma è anche conosciuta con il nome di "Guerra degli otto anni di resistenza" (八年抗戰 o 八年抗战) o semplicemente "Guerra di resistenza" (抗戰 o 抗战). In Giappone è usato il termine "Guerra sino-giapponese" (日中戦争, Nicchū Sensō) in quanto ritenuto maggiormente neutrale.
Quando la guerra ebbe inizio nel luglio 1937 nei pressi di Pechino, il governo del Giappone usò l'espressione "Incidente della Cina del Nord" (北支事変, Hokushi Jihen) e con il suo estendersi ai dintorni di Shanghai, nei mesi successivi, mutò la denominazione in "Incidente cinese" (支那事変, Shina Jihen).
La parola "incidente" (事変, jihen) fu scelta dal Giappone in quanto nessuno dei due Stati aveva dichiarato guerra all'altro. Il Giappone voleva evitare l'intervento di altri Stati come gli USA o la Gran Bretagna mentre la Cina sperava di evitare l'embargo sulle forniture militari da parte degli USA, che il presidente Roosevelt avrebbe voluto imporre in base agli atti di neutralità proclamati negli anni trenta.
Quando, nel dicembre 1941, i due contendenti si dichiararono formalmente lo stato di guerra il Giappone utilizzò il termine "grande guerra asiatica del Pacifico" (大東亜戦争, Daitōa Sensō). Malgrado ciò, il governo giapponese continuò a usare "incidente cinese" nei documenti ufficiali mentre i media giapponesi parafrasarono spesso la versione ufficiale in "incidente Giappone-Cina" (日華事変, Nikka Jihen, 日支事変, Nisshi Jihen) forma già usata nei giornali durante gli anni trenta.
La definizione "seconda guerra sino-giapponese" non è mai stata utilizzata in Giappone in quanto la prima guerra sino-giapponese tra Giappone e Impero Qing del 1894 è a sua volta nota in giapponese come "Guerra tra Giappone e Qing" (日清戦争, Nisshin sensō).

## Prodromi

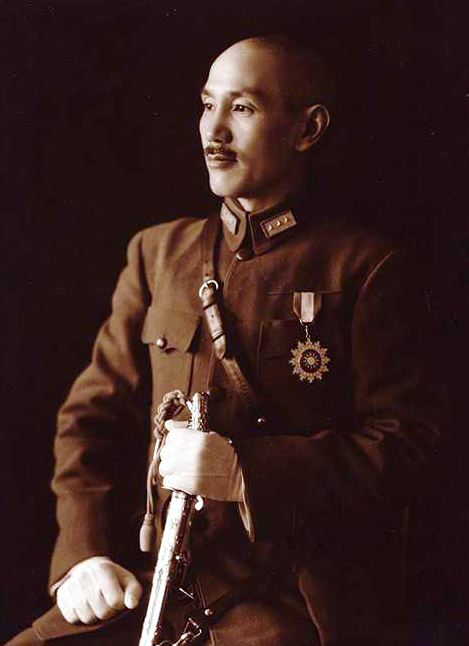
Il Generalissimo Chiang Kai-shek, comandante in capo Alleato nel teatro cinese dal 1942-1945

Le origini della seconda guerra sino-giapponese possono essere fatte risalire alla prima guerra sino-giapponese del 1894-1895 in cui la Cina, governata dalla dinastia Qing, fu sconfitta dal Giappone e costretta a cedere l'isola di Taiwan e a riconoscere l'indipendenza della Corea nel Trattato di Shimonoseki. Il governo imperiale cinese era alla vigilia del suo collasso, che sarebbe stato favorito, di lì a poco, dalle rivolte interne e dalla pressione esercitata dalle potenze straniere; nello stesso periodo, il Giappone stava invece assurgendo a livello di grande potenza grazie alla politica di forzata modernizzazione intrapresa nell'epoca Meiji.
In questo quadro, e in seguito alla Rivoluzione Xinhai del 1911, che rovesciò la dinastia Qing, fu fondata la Repubblica di Cina (1912). La giovane repubblica nacque debole a causa della presenza di forti poteri locali, ai cui vertici stavano i cosiddetti "signori della guerra", che spartirono il territorio in tanti microgoverni; per tale ragione, la possibilità di riunificare effettivamente la Nazione e resistere alla pressione dell'imperialismo straniero sembrò per lunghi anni una semplice chimera.
Alcuni signori della guerra erano loro stessi alleati e sostenuti da potenze straniere interessate ad avere influenza in Cina. Ad esempio Zhang Zuolin, "signore" della Manciuria, aprì il suo territorio al Giappone sia in termini economici sia militari. Fu proprio in virtù di tali accordi con i poteri locali, durante i primi anni della repubblica cinese, che il governo giapponese cominciò a esercitare ed estendere la sua influenza in Cina. Nel 1915 il governo giapponese pubblicò le "ventuno domande" per definire i suoi interessi politici e commerciali in Cina e al termine della prima guerra mondiale subentrò alla sconfitta Germania nel controllo politico e militare dello Shandong.
Il governo cinese Beiyang rimase incapace di resistere alle pressioni esterne fino alla Spedizione del Nord lanciata nel 1926 dal governo rivale del Kuomintang (KMT o governo nazionalista) con base a Canton. La "spedizione" attraversò la Cina fino a giungere nello Shandong dove il "signore della guerra" di Beiyang, Zhang Zongchang, appoggiato dai giapponesi, cercò di bloccare il tentativo nazionalista di unificare la Cina. I fatti culminarono con l'Incidente di Jinan del 1928, quando l'esercito del Kuomintang ebbe un breve conflitto con truppe giapponesi.
Nello stesso anno il signore della guerra della Manciuria Zhang Zuolin fu assassinato a causa della sua diminuita disponibilità alla collaborazione con il Giappone. Nel 1928 il governo del Kuomintang, diretto da Chiang Kai-shek, dopo aver rotto l'alleanza con il Partito Comunista Cinese, riuscì infine a riunificare tutta la Cina. La persistenza di numerosi conflitti tra Cina e Giappone fu evidenziata dal nazionalismo cinese in uno degli obiettivi del documento Tre Principi del Popolo che incitava al rifiuto delle influenze straniere.
In realtà la Spedizione del Nord unificò solo in modo formale la Cina e i conflitti tra signori della guerra e diverse fazioni rivali del Kuomintang continuarono a rendere instabile la situazione interna. A ciò si aggiunse lo scontro con il Partito Comunista Cinese, che aveva inizialmente appoggiato e partecipato alla Spedizione del Nord ma che nel 1927 era stato fatto segno di un tentativo di annientamento da parte del Kuomintang. In effetti questo scontro divenne una vera e propria guerra civile (che finirà solo nel 1949) con il lancio delle Campagne di accerchiamento da parte del Kuomintang, che culmineranno con la famosa Lunga Marcia, che avrebbe permesso alle truppe controllate dal Partito Comunista di ritirarsi nel nord della Cina.
In questa situazione il governo nazionalista concentrò la massima attenzione alla situazione interna definendo la politica della "Pacificazione interna prima della resistenza esterna" (攘外必先安内). L'estrema instabilità della situazione cinese permise al Giappone di perseguire i suoi piani di aggressione con l'Invasione della Manciuria nel 1931 a seguito dell'Incidente di Mukden. Nel 1932 lo Stato-fantoccio del Manchukuò venne insediato in Manciuria sotto la guida dell'ultimo imperatore della dinastia Qing Puyi. Il nuovo Stato mancese, nell'ambito della politica estera giapponese, rappresentava una riserva di preziose materie prime e uno Stato-cuscinetto ai confini dell'Unione Sovietica.
Incapace di reagire militarmente la Cina si rivolse alla Società delle Nazioni per ottenere aiuto. L'indagine che ne seguì fu pubblicata nel rapporto Lytton che condannava il Giappone, con l'unico effetto di provocare il ritiro del Giappone stesso dalla Società delle Nazioni. D'altronde questo era lo spirito degli interventi della comunità internazionale, che negli anni del primo dopoguerra preferiva, in generale, la politica dell'"accomodamento" nei confronti dei conflitti bellici, limitandosi a dichiarazioni di censura ma senza nessun intervento diretto nei confronti degli stati aggressori.

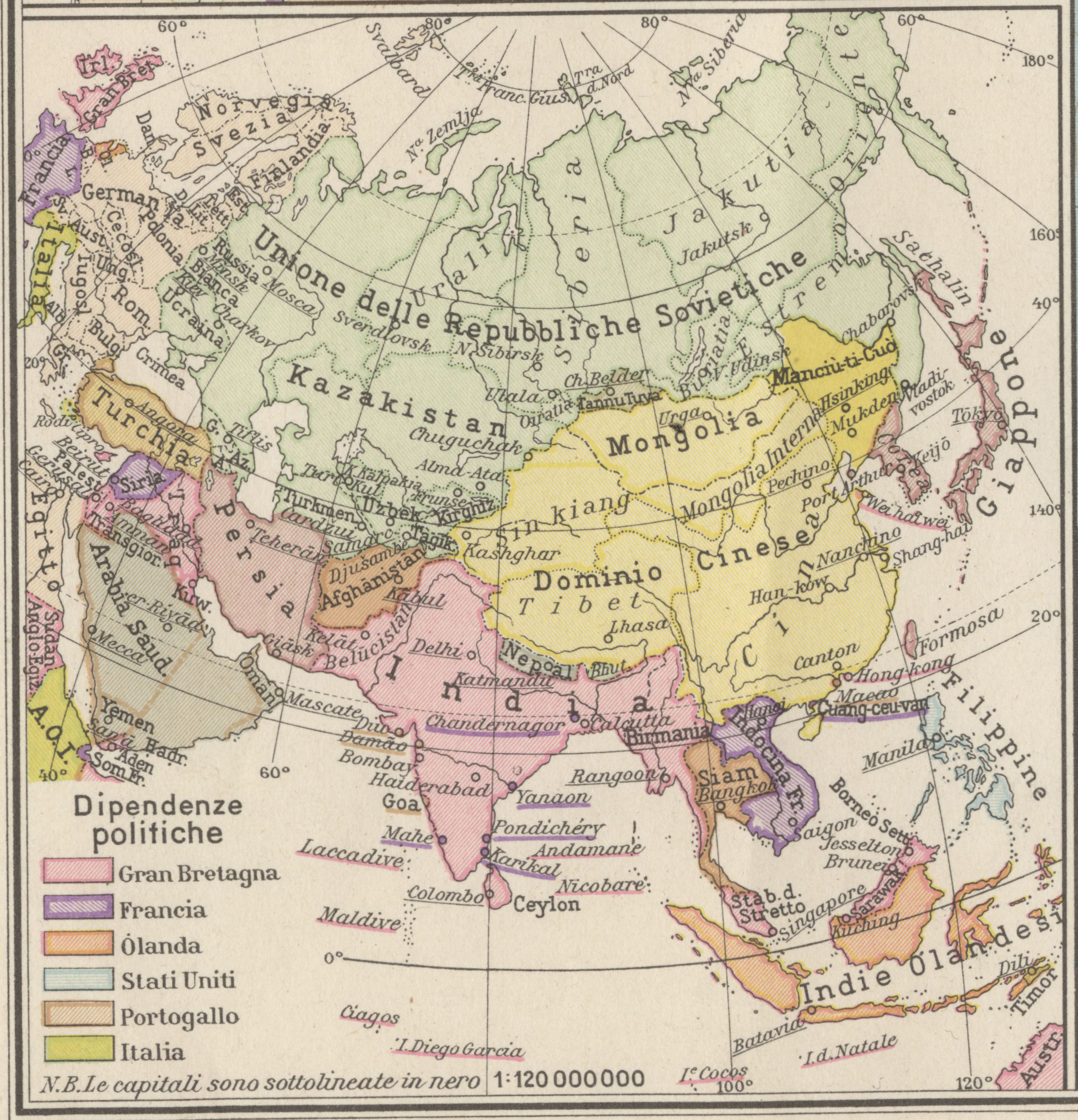
Mappa dell'Asia nel 1937

All'incidente di Mukden seguì una lunga serie di altri conflitti tra i due Stati. Nel 1932, in seguito all'incidente del 28 gennaio, vi fu un breve scontro bellico, che portò alla smilitarizzazione della città di Shanghai, con il divieto per la Cina di detenere truppe nella regione. Nel 1933 il Giappone condusse un attacco nella regione della Grande Muraglia che portò al controllo della provincia di Rehe e alla smilitarizzazione della regione di Pechino-Tiensin. Il tentativo giapponese fu quello di creare una serie di regioni cuscinetto tra il Manchukuo e il governo nazionalista di Nanchino.
Le possibilità di manovra del Giappone furono ulteriormente incrementate dai conflitti interni tra le varie fazioni cinesi. Pochi anni dopo la Spedizione del Nord il governo nazionalista controllava solamente la regione intorno al delta del Fiume Giallo mentre il resto della Cina era sotto il controllo di signori regionali. Il Giappone sfruttò appieno queste possibilità stringendo patti locali con i poteri regionali e favorendo una politica definita di "specializzazione" della Cina del Nord (華北特殊化, húaběitèshūhùa) ossia un movimento fortemente autonomista nelle province di Chahar, Suiyuan, Hebei, Shanxi e Shandong.
Nel 1935, sotto la pressione del Giappone, la Cina firmò l'accordo He-Umezu, che proibiva al governo nazionalista di eseguire operazioni militari nella provincia di Hebei perdendone così di fatto il controllo. Nello stesso anno fu anche sottoscritto l'Accordo Chin-Doihara, che alienava al governo cinese il controllo della provincia del Chahar. Di fatto, al termine del 1935, il governo cinese aveva rinunciato a qualsiasi influenza nel nord della Cina dove furono insediati il "Concilio autonomo dell'Est-Hebei" e il "Concilio politico dell'Hebei-Chahar", di emanazione giapponese.

## Gli schieramenti

### Cina Nazionalista
Nel 1937 il governo di Nanchino poteva disporre di 80 divisioni di fanteria, ciascuna con un organico di circa 8 000 uomini, nove brigate indipendenti, nove divisioni di cavalleria, 16 reggimenti di artiglieria e 3 battaglioni corazzati. La marina disponeva di un tonnellaggio complessivo di 59 000 tonnellate e l'aeronautica disponeva di circa 600 velivoli. Le unità cinesi erano dotate di armamento prodotto principalmente in Cina, presso gli arsenali di Hanyang e Guangdong. Solamente alcune unità addestrate da ufficiali tedeschi erano state riarmate con armi di produzione europea.
A queste unità bisogna aggiungere quelle dei "signori della guerra" locali e quelle sotto il controllo del Partito Comunista Cinese. Spesso si trattava di reparti scarsamente addestrati e con armamento sorpassato, anche se vi erano notevoli eccezioni come le unità del Guangxi e quelle del Guangdong o le divisioni di cavalleria musulmana del nordovest.

### Esercito Imperiale giapponese
L'esercito giapponese, pur presentando una notevole capacità di movimento, non era preparato per sostenere una guerra di lunga durata. All'inizio del conflitto le forze presenti in Cina erano costituite da 17 divisioni di fanteria, composte ciascuna da 22 000 soldati e dotate di 5800 cavalli, 9 500 fucili e mitragliatrici leggere, 600 mitragliatrici pesanti, 108 pezzi di artiglieria e 24 mezzi corazzati.
A queste andavano aggiunte alcune unità speciali. La marina disponeva di un dislocamento di 1 900 000 tonnellate e l'aviazione di 2 700 velivoli. All'inizio del conflitto ciascuna divisione giapponese era considerabile pari, come potenza di fuoco, a quattro divisioni cinesi.

## L'invasione della Cina

### L'inizio delle ostilità

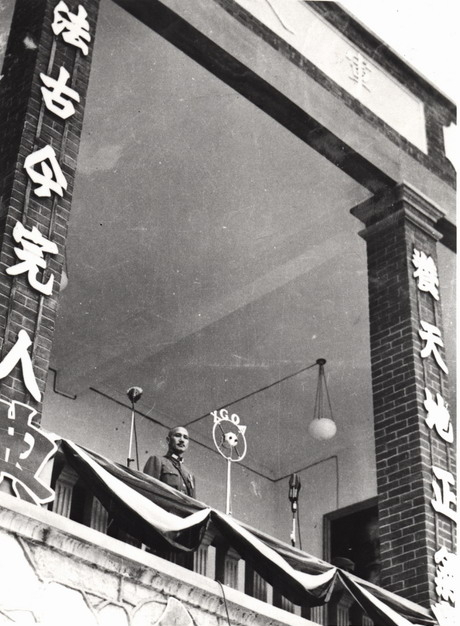
Chiang Kai-shek annuncia la politica del Kuomintang di resistenza al Giappone parlando a Lushan il 10 luglio 1937, tre giorni dopo l'incidente del ponte Marco Polo

Molti storici collocano l'inizio della seconda guerra sino-giapponese al 7 luglio 1937, giorno dell'incidente del ponte di Marco Polo (ponte Lugou) mentre alcuni storici cinesi retrodatano l'inizio della guerra al 18 settembre 1931 data dell'incidente di Mukden, in seguito al quale incominciarono i primi scontri a bassa intensità.
Dopo l'incidente del 7 luglio 1937 e il successivo scontro tra soldati cinesi e giapponesi a Langfang il 25 luglio 1937, i giapponesi inviarono ingenti rinforzi all'Armata di guarnigione in Cina e il primo ministro Fumimaro Konoe il 27 luglio annunciò pubblicamente davanti alla Dieta di Tokyo che il suo governo era ormai deciso a raggiungere un "Nuovo ordine" in Asia orientale. I militari giapponesi rassicurarono le autorità politiche civili affermando che la guerra sarebbe stata vinta in "tre mesi" e che era necessario "punire gli spudorati cinesi". Il 28 luglio 1937 il nuovo comandante dell'Armata di guarnigione in Cina, generale Kiyoshi Katsuki, dopo aver dichiarato che avrebbe sferrato un'"azione punitiva contro le truppe cinesi", incominciò concretamente le operazioni militari su larga scala che nella prima fase culminarono all'inizio di agosto con la battaglia di Pechino-Tientsin che si concluse con la vittoria nipponica e la conquista delle due città.
L'incidente del ponte di Marco Polo non solo segnò l'inizio di una guerra non dichiarata, fino al dicembre 1941, tra Cina e Giappone, ma rinsaldò anche la debole tregua che nel 1936 era stata attuata tra Kuomintang e Partito Comunista in funzione anti-giapponese; nata appunto dalla forzatura dell'incidente di Xi'an, dove Chiang Kai-shek era stato rapito da un "Signore della guerra" e rilasciato solamente dopo la stipula di un accordo con i comunisti, l'alleanza dette vita a un fronte unito antigiapponese che portò alcune unità comuniste a essere integrate nell'Esercito Rivoluzionario Nazionale (Ottava Armata della Strada, Nuova Quarta Armata) pur mantenendo i propri comandanti.
Il Giappone non aveva le forze, e neppure l'intenzione, di occupare e gestire tutta la Cina e in effetti, nella fase della loro massima espansione, i territori occupati consistettero nel nord (Manciuria e regione di Pechino), nelle regioni e città costiere e nella valle dello Yangtze, per il resto il proposito era la creazione di una serie di stati fantoccio filogiapponesi. A causa dell'atteggiamento di superiorità tenuto dai nipponici e delle atrocità (massacri di civili, campi di concentramento, utilizzo della popolazione come "cavia" per esperimenti medici, lavoro forzato) commesse dall'esercito, l'amministrazione giapponese fu estremamente impopolare.
La Cina, dal canto suo, era completamente impreparata a una guerra totale, essendo priva di un'industria pesante in grado di supportare lo sforzo bellico e con pochi mezzi corazzati e veicoli per lo spostamento delle truppe. Fino alla metà degli anni trenta la Cina aveva sperato che la Società delle Nazioni fosse in grado, e avesse l'intenzione, di proteggerla dall'espansionismo del Giappone. In aggiunta a tutto ciò il governo nazionalista di Nanchino era maggiormente interessato al confronto interno con il Partito comunista che alla difesa dell'integrità territoriale della Cina, in proposito Chiang Kai-shek soleva affermare:

### Il Fronte Unito
La realizzazione di un fronte comune in funzione anti-giapponese, costituitosi già nel 1936, fu il risultato delle pressioni sia dei comunisti guidati da Mao Zedong dietro la spinta dell'Unione Sovietica, sia da una parte dei signori della guerra che vedevano nell'espansionismo nipponico un grave pericolo per la loro stessa sopravvivenza.
Sebbene i comunisti avessero costituito la Nuova Quarta Armata e l'Ottava Armata di Marcia che erano nominalmente sotto il comando dell'esercito nazionalista, il "fronte unito" non fu mai veramente unificato e ciascuna parte era pronta a cercare vantaggi nel caso di una sconfitta giapponese. Tutti questi fatti costrinsero la Cina ad adottare una strategia difensiva che aveva come primo obiettivo il preservare la propria forza militare evitando quindi un confronto totale con l'invasore, confronto che avrebbe potuto essere considerato un suicidio.
Le tensioni tra nazionalisti e comunisti non cessarono mai del tutto ed ebbero momenti di recrudescenza soprattutto nei territori dell'entroterra, meno esposti all'invasione nipponica. Partendo dalle loro basi nel nord della Cina, i comunisti estesero il più possibile le zone sotto la loro influenza, comportandosi come un vero e proprio Stato e applicando riforme amministrative e fiscali principalmente a favore della classe contadina proletaria attuando vere e proprie confische delle proprietà terriere. Con l'avvento del pieno potere a queste confische si aggiunse il massacro sistematico dei "padroni", cui dovevano assistere inorridite e spaventate le popolazioni dei villaggi.
Alcune unità cinesi continuarono a resistere anche in condizioni di completo accerchiamento, rendendo l'effettivo controllo del territorio molto difficoltoso per i giapponesi, che si ritrovarono a controllare effettivamente solo le città e le ferrovie, mentre le campagne erano spesso interessate alle azioni di gruppi di partigiani diretti soprattutto dal partito comunista.

### La prima fase della guerra
Dopo la caduta di Pechino l'8 agosto 1937, le truppe giapponesi furono costantemente rinforzate e passarono dal 21 agosto alla guida del generale Hisaichi Terauchi, comandante della nuova Armata regionale della Cina settentrionale; a settembre queste forze occuparono la città di Datong, nello Shanxi e, dopo aver superato il Fiume Giallo, avanzarono per 120 chilometri nello Hebei, tra Baoding e il Mar Giallo.
Subito dopo l'inizio dell'attacco giapponese, Chiang Kai-shek comprese che per ottenere lo sperato aiuto degli Stati Uniti e delle altre nazioni la Cina avrebbe dovuto mostrare di possedere almeno una certa capacità di resistenza. Dato che una ritirata troppo rapida dalle zone costiere avrebbe allontanato la possibilità di appoggio estero, Chang decise di tentare la difesa di Shanghai e schierò le sue truppe migliori, le divisioni addestrate, organizzate e armate dagli istruttori tedeschi a difesa dei principali centri industriali.
La battaglia di Shanghai causò notevoli perdite su entrambi i fronti e finì con la ritirata cinese verso Nanchino, che cadde in mano giapponese pochi mesi dopo. Fu una battaglia durissima; i giapponesi dovettero mobilitare oltre 200 000 truppe dell'Armata di spedizione di Shanghai, insieme a numerosi mezzi navali e aerei per conquistare la città dopo oltre tre mesi di intensi combattimenti, le cui vittime superarono di gran lunga le previsioni iniziali. Per quanto riguarda i difensori cinesi, se da un punto di vista militare fu una sconfitta, essa raggiunse i suoi obiettivi politici mostrando al mondo la volontà della Cina di resistere.
La battaglia, nonostante la sua conclusione, ebbe quindi un effetto positivo sul morale dei cinesi, la cui capacità di resistenza era stata di molto sottovalutata dai giapponesi che avevano affermato per scherno di essere in grado di "...conquistare Shanghai in tre giorni e la Cina in tre mesi..".

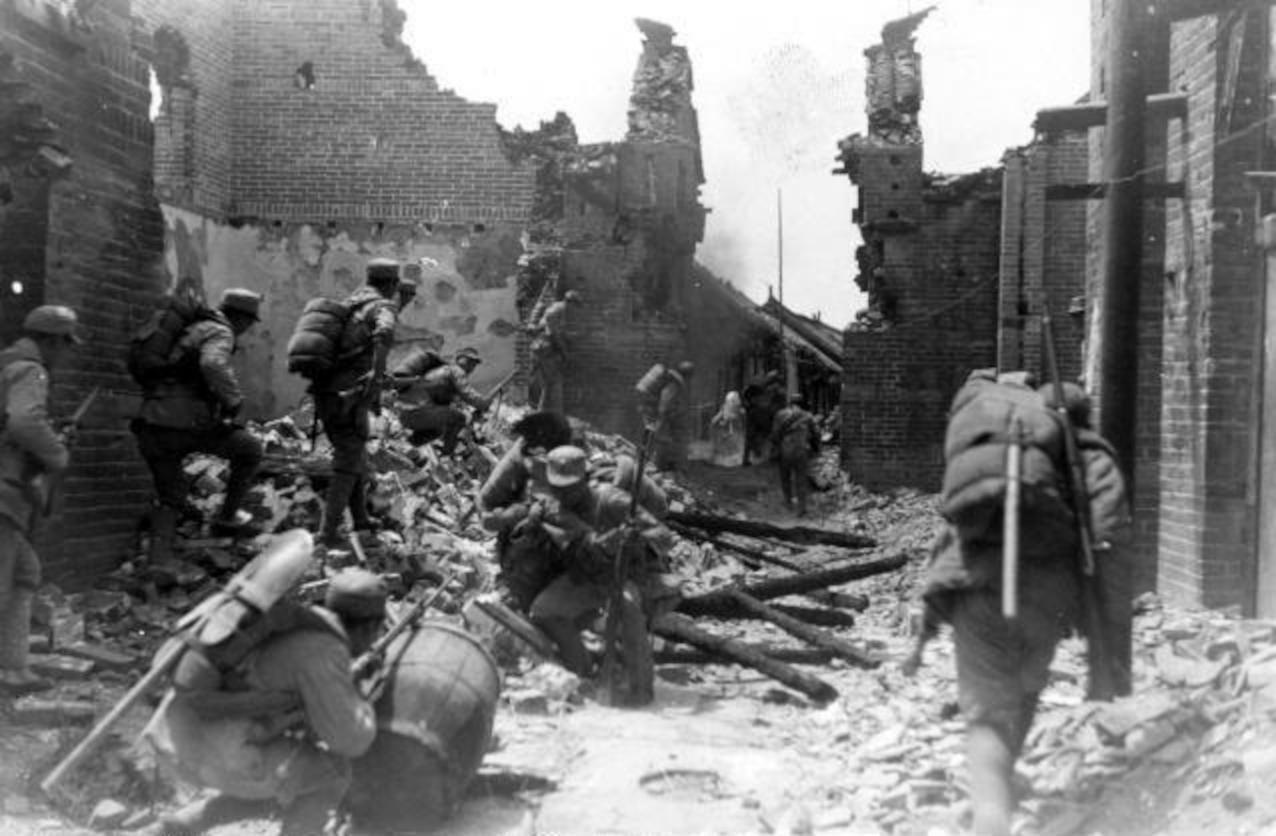
Soldati cinesi nei combattimenti "casa per casa" durante la battaglia di Tai'erzhuang

Durante la fase di scontro frontale tra gli eserciti, fase che caratterizzò il primo periodo della guerra, i cinesi ebbero in effetti solo un limitato numero di successi a fronte di numerose sconfitte, vittorie quasi sempre ottenute grazie a una strategia di attesa. Il Giappone conquistò, durante le prime fasi dello scontro, vaste porzioni di territorio: all'inizio del 1938, pertanto, il quartier generale a Tokyo sperava ancora di consolidare quelle posizioni limitando l'ampiezza del conflitto nelle aree occupate intorno a Shanghai, Nanchino e la maggior parte della Cina settentrionale, al fine di preservare le forze per una resa dei conti anticipata con l'Unione Sovietica. Ma i generali nipponici che combattevano in Cina, galvanizzati dai successi, intensificarono la guerra e vennero infine sconfitti a Taierzhuang. L'esercito giapponese dovette allora cambiare strategia e concentrò quasi tutte le sue truppe, organizzate nell'Armata di spedizione della Cina centrale, per attaccare la città di Wuhan, divenuta nel frattempo il cuore politico, economico e militare della Cina, nella speranza di distruggere la capacità combattiva dell'Esercito rivoluzionario nazionale (ERN) e di costringere il governo del Kuomintang a negoziare la pace. Ma dopo la conquista della città di Wuhan il 20 ottobre 1938, il Kuomintamg si ritirò a Chongqing per fondare una capitale provvisoria e rifiutò ancora di negoziare, a meno che i giapponesi non accettassero un ritiro completo alle posizioni prima del 1937.
I giapponesi reagirono con massicci bombardamenti aerei su obiettivi civili in tutta la Cina non occupata (a cominciare dalla capitale provvisoria di Chongqing), che causarono milioni di morti, feriti e senza tetto. All'inizio del 1939 i cinesi ottennero importanti vittorie a Changsha e Guangxi, ma il tentativo di lanciare una controffensiva su vasta scala l'anno successivo fallì a causa delle limitate capacità dell'industria militare e della scarsa esperienza delle truppe. L'azione dell'esercito giapponese, d'altra parte, rallentò notevolmente, anche a causa dell'allungamento delle linee di rifornimento che divennero sempre più vulnerabili. La strategia cinese divenne allora quella di prolungare la guerra nell'attesa del momento in cui le forze sarebbero state sufficienti per sconfiggere l'avversario in campo aperto.
Le truppe cinesi incominciarono ad applicare la tecnica della "terra bruciata" allo scopo di ritardare l'avanzata nemica, distruggendo raccolti, dighe e argini in modo da provocare l'allagamento di vaste porzioni di territorio. Anche le installazioni industriali vennero trasportate dalle zone costiere a città dell'interno. L'Incidente di Tientsin dell'estate del 1939, con cui nazionalisti cinesi assassinarono un'importante personalità giapponese, mise a rischio i rapporti tra Gran Bretagna e Giappone, ma fu risolto in via diplomatica con la consegna alle forze di occupazione dei responsabili.

### Lo stallo nella guerra e l'atteggiamento straniero
Nel 1940 la guerra entrò in una fase di stallo. Mentre il Giappone controllava la maggior parte delle zone costiere, la guerriglia continuava nelle zone conquistate impedendo anche la loro espansione. Il governo nazionalista, che nel frattempo, come già indicato, aveva spostato la sua capitale nella città di Chongqing, ben all'interno del territorio ancora sotto il suo controllo, benché fosse formalmente alleato nel "Fronte unito" con il Partito Comunista Cinese, che aveva le sue basi nello Shaansi, preferiva conservare ciò che rimaneva del suo esercito, evitando quindi d'impegnarlo in battaglie campali, nella previsione di un futuro confronto proprio con i comunisti.
Gli eventi avevano dimostrato che la Cina, con la sua scarsa capacità industriale e la limitata esperienza nella guerra moderna, non era in grado di lanciare una controffensiva in grande stile nei confronti del Giappone. Chiang Kai-shek non aveva certo intenzione di giocarsi il "tutto per tutto" rischiando il suo esercito male armato e scarsamente addestrato, in un'azione che avrebbe potuto culminare in un'ulteriore sconfitta che lo avrebbe lasciato indifeso sia verso i giapponesi, sia verso l'opposizione interna allo stesso Kuomintang.
Le truppe migliori erano state perse nella battaglia di Shanghai e ciò che ne restava costituiva il perno su cui si reggeva il resto dell'esercito. D'altra parte il Giappone aveva sofferto perdite inaspettate a causa della resistenza interna nei territori conquistati e aveva grossi problemi di amministrazione degli stessi, in quanto costretto a destinare una grossa parte delle sue truppe, e tutte quelle collaborazioniste, all'attività di guarnigione, principalmente per proteggere le linee di rifornimento.
L'inizio della guerra in Europa e la caduta della Francia nel 1940, non ebbero alcun riflesso sullo scenario cinese. Molti analisti militari avevano predetto che il Kuomintang non avrebbe potuto resistere a lungo con la maggior parte delle industrie collocate nelle aree più popolose conquistate o pericolosamente vicine alla linea del fronte e in assenza di sostanziali aiuti internazionali, che nessuno sembrava voler fornire vista l'alta probabilità di tracollo della Cina e anche per evitare uno scontro diretto con il Giappone.
Negli anni trenta l'Unione Sovietica, la Germania e l'Italia avevano fornito alla Cina un certo aiuto militare. L'Unione Sovietica, nel timore che il Giappone potesse tentare l'invasione della Siberia, e quindi, in caso di guerra in Europa, di dover combattere su due fronti, aiutò il governo nazionalista benché sperasse che il conflitto tra Cina e Giappone permettesse al Partito Comunista Cinese di avere un maggior peso nello scacchiere cinese. Nel settembre 1937 venne predisposta un'operazione segreta (Operazione Zet) avente lo scopo di fornire al governo nazionalista sia esperti tecnici e militari, tra cui il generale Georgy Zhukov, sia materiale bellico costituito da velivoli da caccia e bombardamento. L'Unione Sovietica inviò anche aiuti alle unità comuniste almeno fino a quando il suo ingresso in guerra, nel 1941, non assorbì del tutto le risorse disponibili.
Per ottenere una guerra tra Cina e Giappone, Stalin attivò come agente comunista il generale Zhang Zhi Zong, comandante della guarnigione Shanghai-Nanchino. Questi fece quanto in suo potere per scatenare la guerra tra Cina e Giappone, che avrebbe tenuto lontano quest'ultimo dal tentativo di entrare in Siberia, come Stalin temeva. Il generale Zhang Zhi Zong cercò inizialmente di convincere Chiang a sferrare il primo colpo contro il Giappone, ma questi esitava conoscendo lo strapotere militare giapponese. Il generale, su pressione dai russi, prese dunque l'iniziativa e costrinse con fatti di guerra e con menzogne ad attivare Chiang Kai-shek che il 16 agosto 1937 diede l'ordine di assalto generale contro le truppe giapponesi. Immediatamente Stalin si dette da fare per fornire armi alla Cina e il 21 agosto firmò un patto di non aggressione con il governo di Nanchino.
Essendo Chiang Kai-shek apertamente anticomunista e confidando in una sconfitta finale del Partito Comunista Cinese, la Germania fornì alla Cina nazionalista una grande quantità di armi e di istruttori. Ufficiali appartenenti al Kuomintang, tra cui Chiang Wei-kuo, secondogenito di Chiang Kai-shek, furono addestrati in Germania. Prima del 1939 la metà delle esportazioni tedesche di armi riguardò la Cina. Comunque il progetto di 30 nuove divisioni addestrate e armate come quelle tedesche non giunse mai a piena realizzazione, a causa dell'entrata del Giappone nell'Asse.
Ufficialmente Stati Uniti, Regno Unito e Francia rimasero neutrali riguardo al conflitto sino-giapponese fino al 1941 (l'Attacco di Pearl Harbor). Dopo tale data fornirono materiale e personale per aumentare le possibilità di resistenza della Cina Nazionalista.
Dal 1933 anche l'Italia aveva sviluppato una politica di sostegno al regime del Kuomintang, vendendo alcuni dei più moderni apparecchi da caccia (Fiat C.R.42, Breda Ba.27, Savoia-Marchetti S.M.81) e altre forniture militari (quali i tankette CV33). Da notare che lo stesso capo di Stato Maggiore dell'Aeronautica cinese era un ufficiale italiano, ossia il generale Roberto Lordi. L'Italia aveva offerto essenzialmente del supporto aereo sotto forma di mezzi, istruttori e tecnici e, grazie a una società mista italo-cinese, incominciò a installare una fabbrica aeronautica. Ma dopo l'adesione al Patto Anticomintern l'Italia si avvicinò al Giappone e fu una delle poche nazioni a fornire armi, apparecchi (in particolare i bombardieri Fiat B.R.20 con relativi istruttori) ed equipaggiamento all'esercito giapponese, ma in numero limitato, poiché l'Impero nipponico era ampiamente autosufficiente nella produzione di armi.
Seppur in maniera non ufficiale l'opinione pubblica statunitense, che all'inizio degli anni trenta era stata favorevole al Giappone, cominciò a orientarsi verso il Kuomintang, anche a causa delle notizie sul comportamento dell'esercito giapponese nei confronti dei civili. Nell'estate del 1941 gli Stati Uniti permisero la costituzione di un corpo di piloti volontari, detti poi le Tigri Volanti, dotati di velivoli di fabbricazione statunitense, per potenziare la difesa aerea cinese. In effetti i volontari non entrarono in azione fino a dopo lo scoppio delle ostilità tra Stati Uniti e Giappone. Un'altra azione anti-giapponese fu l'inasprimento dell'embargo sull'acciaio e sul petrolio nei confronti del Giappone, azione questa che convinse l'Impero del sol levante che gli Stati Uniti non avrebbero permesso ulteriori azioni militari nel sud-est asiatico alla ricerca soprattutto di petrolio, il che condusse all'Attacco di Pearl Harbor.

### Effetti dell'occupazione giapponese
A partire dal 1940 il fronte rimase praticamente stabile: i cinesi erano riusciti a impedire la totale occupazione del loro territorio e le azioni di resistenza nelle parti occupate tenevano le truppe giapponesi in costante tensione logorandole lentamente e impedendo quindi l'organizzazione di nuove e vaste offensive, sebbene fossero a loro volta incapaci di lanciare una vera e propria controffensiva.
La creazione della Repubblica di Nanchino, uno stato fantoccio nei territori cinesi occupati, non sortì praticamente alcun effetto né sul piano politico né su quello militare; tale stato, governato da una figura di spicco uscita dal Kuomintang, Wang Jingwei, non ottenne alcun riconoscimento internazionale, al di fuori delle Potenze dell'Asse.
Nel 1940 l'esercito comunista cinese lanciò un'offensiva nel nord della Cina (Offensiva dei 100 reggimenti, agosto-dicembre 1940), distruggendo un nodo ferroviario e facendo saltare un'importante miniera di carbone. Ciò frustrò particolarmente l'esercito giapponese, che rispose con la politica dell'"uccidi tutti, depreda tutto, brucia tutto" (三光政策, Sānguāng Zhèngcè, in giapponese Sankō Seisaku, cioè "politica dei tre tutto"). A partire da questo momento le rappresaglie nei territori occupati s'intensificarono.

### La seconda guerra mondiale
L'attacco di Pearl Harbor del dicembre 1941, che coinvolse gli USA nel conflitto mondiale, modificò anche la situazione del conflitto cinese, facendolo diventare parte del conflitto generale. Il governo della Cina Nazionalista, che fino a quel momento aveva evitato di dichiarare apertamente guerra al Giappone per non vedersi chiusi del tutto gli aiuti dagli USA (in base alla politica di neutralità), formalizzò lo stato di guerra a partire dall'8 dicembre, il giorno dopo l'attacco. La prospettiva cambiava completamente e da una strategia di sopravvivenza si passò a una strategia per una vittoria definitiva.
L'esercito nazionalista ricevette consistenti aiuti sotto forma di materiale e personale per l'addestramento delle truppe e poté, in alcuni casi, passare all'offensiva. Forze cinesi presero parte alla campagna della Birmania. Nel 1942 Chiang Kai-shek venne riconosciuto come comandante in capo delle forze alleate in Cina, affiancato, per un certo tempo, dal comandante delle forze statunitensi nel teatro di guerra Cina, Birmania, India, Joseph Stilwell nel ruolo di capo dello stato maggiore. Le relazioni tra Stilwell e Chiang si deteriorarono velocemente a causa dell'inefficienza e della corruzione che affliggevano il governo cinese.
Stilwell criticò aspramente la condotta cinese della guerra sia sui media sia presso il presidente USA Franklin Delano Roosevelt, ma la sua speranza di ottenere il comando supremo delle truppe cinesi trovò la ferma opposizione di Chiang Kai-shek. Il generale cinese era esitante, anche a causa delle gravissime perdite già subite dalla Cina, a impegnare maggiormente le proprie forze in un conflitto che, al momento, non sembrava indicare chiaramente chi sarebbe stato il vincitore. Gli alleati persero rapidamente quindi la fiducia nella capacità cinese di condurre operazioni offensive in Asia e preferirono opporsi al Giappone impiegando una strategia di confronto "isola per isola" nell'Oceano Pacifico.
Lo scontro di interessi tra Cina, USA e Regno Unito emerse chiaramente durante la guerra nel Pacifico. Il premier inglese Winston Churchill si dimostrò riluttante a inviare nuove truppe in Indocina nel tentativo di riaprire la strada della Birmania, ossia un corridoio attraverso l'Indocina appunto per far affluire rifornimenti alla Cina i cui porti principali erano tutti in mano giapponese. Oltre alla prevedibile ostilità cinese verso la politica del premier britannico, Europe first, anche le richieste di ulteriore impegno militare cinese nella zona della Birmania vennero viste come un tentativo di usare la potenza cinese per difendere l'impero coloniale inglese nel sud est asiatico e proteggere l'India da un possibile attacco giapponese.
Chiang Kai-shek era invece convinto che la Cina avrebbe dovuto usare le sue truppe per proteggere le basi dei bombardieri statunitensi situate nel nordest del suo territorio, una strategia questa supportata anche da Claire Chennault. Un ulteriore motivo di attrito tra Cina e Regno Unito fu l'appoggio cinese all'indipendenza dell'India, posizione rimarcata in un incontro tra Chiang Kai-shek e il Mahatma Gandhi nel 1942. L'interesse statunitense per il teatro cinese era principalmente nella consapevolezza dell'alto numero di truppe giapponesi che questo impegnava e dalla possibilità di posizionare in territorio cinese basi aeree. Nel 1944, quando già la situazione del Giappone aveva cominciato a deteriorarsi, il Giappone lanciò una vasta operazione, operazione Ichigo, per attaccare appunto le basi aeree che avevano cominciato a essere operative.
Questa operazione portò all'occupazione del Hunan, del Henan e dello Guangxi. Nell'ultima fase della guerra il Giappone prese in considerazione di ritirare parte delle truppe schierate in Cina per affrontare gli USA, ma l'unico effetto di questo intendimento fu lo spostamento dell'armata del Guandong, operazione che finì per facilitare l'avanzata delle truppe dell'Unione Sovietica dopo la sua entrata in guerra contro il Giappone l'8 agosto 1945. Nel 1945 venne messo a punto un piano congiunto tra Cina e USA per liberare del tutto il territorio occupato dal Giappone, ma l'intervento dell'Unione Sovietica (Operazione tempesta d'Agosto) e la resa del Giappone con la conseguente fine della guerra non permisero di renderlo operativo.

### La fine della guerra

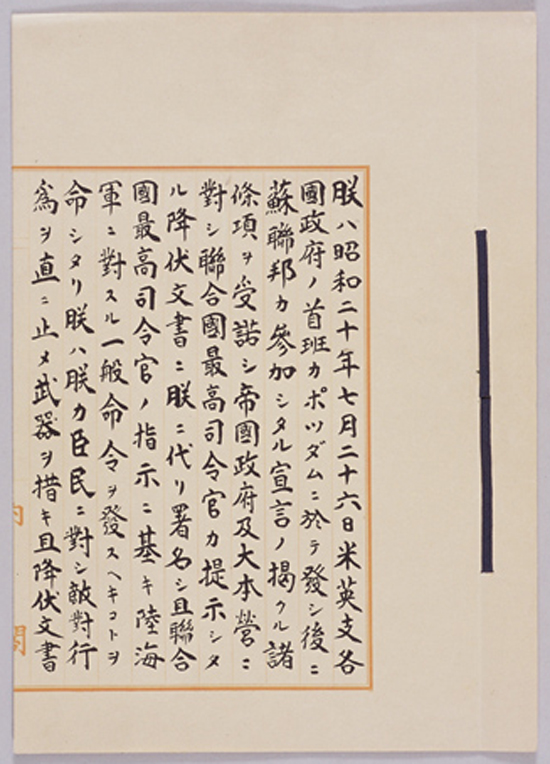
Atto di resa giapponese

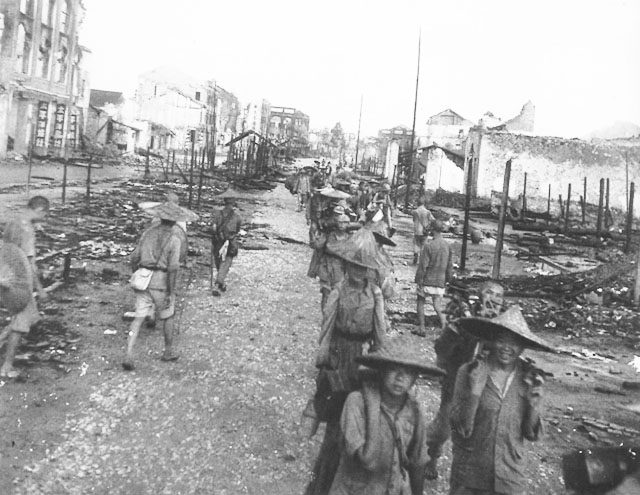
Soldati e civili cinesi a Liuchow nel luglio 1945

Il 9 agosto del 1945, dopo lo sgancio delle bombe atomiche su Hiroshima e Nagasaki, l'Unione Sovietica denunciò il suo patto di non aggressione con il Giappone e attaccò i nipponici in Manciuria conseguentemente agli accordi presi a Jalta che prevedevano tale azione entro tre mesi dalla fine della guerra in Europa.
Gli accordi di Jalta prevedevano anche di firmare un trattato con Chiang Kai-shek, ma esso non fu mai stipulato, poiché era intenzione di Stalin occupare quanto più territorio possibile per sostenere la causa di Mao Zedong.
L'attacco sovietico fu portato da tre gruppi di armate, che in meno di due settimane distrussero l'esercito giapponese del Kwantung, forte di un milione di uomini, ma carente di adeguato equipaggiamento. Queste truppe si fermarono in Manciuria per dei mesi, creando nella popolazione cinese lo stesso risentimento verso i giapponesi per le nefandezze eseguite.
Questa rotta, unita al lancio delle bombe atomiche sulle cittadine giapponesi di Hiroshima e Nagasaki, portò il Giappone alla capitolazione nell'agosto 1945. Le truppe giapponesi in Cina si arresero ufficialmente il 9 settembre 1945 e concordemente agli accordi del Cairo del 1943 la Manciuria, Taiwan e le isole Pescatores, oltre ovviamente a tutto il territorio cinese occupato dopo il 1936, ritornarono sotto la sovranità cinese. Solamente le isole Ryūkyū rimasero assegnate al Giappone.

### Le tre fasi del conflitto
Nel complesso la seconda guerra sino-giapponese può essere suddivisa, dal punto di vista strategico, in tre periodi.
- Prima fase: 7 luglio 1937 (battaglia del Ponte di Marco Polo) - 25 ottobre 1938 (caduta di Hankou). In questo periodo il concetto chiave della difesa cinese è "spazio in cambio di tempo" (以空間換取時間). In pratica l'esercito cinese cercò di rallentare l'avanzata giapponese verso le città industriali del nord-est in modo da permettere di smontare le industrie per ritirarle verso il Chongqing, ove ricostruire una base produttiva.
- Seconda fase: 25 ottobre 1939 - luglio 1944. In questa lunga fase della guerra la strategia cinese fu quella di colpire l'avversario attraverso azioni improvvise miranti a tagliare le linee di rifornimento giapponesi, bloccando così anche eventuali manovre offensive. Un esempio di questa tattica può essere esemplificata nella difesa di Changsha, attaccata numerose volte senza successo.
- Terza fase: luglio 1944 - 15 agosto 1945. Questo periodo corrisponde a quello del contrattacco generale mirante alla completa liberazione del territorio cinese.

## Le forze in campo

### Cina Nazionalista

Bandiera dell'Esercito Rivoluzionario Nazionale

L'esercito della Cina nazionalista impiegò nel conflitto circa 4 300 000 soldati suddivisi in 515 divisioni di vario tipo. Non tutte queste unità furono operative nello stesso tempo e spesso, in seguito a eventi bellici, nuove unità furono formate unendo i resti di formazioni messe fuori combattimento.
Nel 1937 le divisioni operative erano 170, ciascuna con una forza di 4 000-5 000 soldati e in generale una potenza di fuoco nettamente inferiore alle divisioni giapponesi, soprattutto nel campo delle artiglierie e dei mezzi corazzati. Anche nella parte dei servizi ausiliari come rifornimenti, comunicazioni, sanità, intelligence, l'esercito cinese si trovava in una condizione di netta inferiorità.
L'esercito nazionalista del periodo, può essere, a grandi linee, suddiviso in due gruppi di unità. Il primo detto dixi (嫡系 - discendente diretto) che comprendeva le divisioni guidate da ufficiali usciti dall'accademia militare di Whampoa direttamente fedeli a Chiang Kai-shek e considerate la parte principale (中央軍) dell'esercito. Il secondo gruppo di unità conosciute come zapai (雜牌, "unità miste") comprendeva tutte quelle comandate da ufficiali che non si erano formati all'accademia di Wamphoa e noto anche come "esercito regionale" o "esercito provinciale".
Benché entrambi i gruppi facessero parte dell'esercito nazionalista, ciò che li distingueva principalmente era la fedeltà al governo centrale di Chiang Kai-shek. Molte unità controllare da "signori della guerra" locali furono incorporate nell'esercito, ma rimasero di fatto indipendenti dal comando centrale. Questi "eserciti locali" controllavano anche zone rilevanti della Cina come Guangxi, Shanxi, Yunnan.
Nel corso del conflitto anche una parte delle forze controllate dal partito comunista venne posta sotto il comando dell'esercito nazionalista; benché sia difficile stimare l'entità di tali reparti di guerrilla, si valuta che le due principali armate ("Ottava Armata della Strada" e "Nuova Quarta Armata") più altre unità irregolari, assommassero a circa 1 300 000 soldati.

### Giappone

Bandiera dell'Esercito Imperiale giapponese

Le forze giapponesi in Cina furono composte in parte da truppe regolari e in parte da truppe ausiliare fornite dagli stati fantoccio. L'originario Esercito del Kwantung che, in modo spesso semiautonomo dal governo di Tokyo, aveva gestito l'occupazione della Manciuria e le prime fasi dello scontro con la Cina, venne via via integrato con ulteriori truppe. Nel momento del massimo impegno, circa metà delle divisioni dell'Esercito Imperiale giapponese furono impegnate in Cina per un totale di circa 2000000 di soldati.
L'esercito cinese collaborazionista (僞軍), rifornito dagli stati fantoccio del Manchukuo e del Governo Riformatore della Repubblica Cinese, arrivò a contare fino a 2100000 unità e fu il solo esercito collaborazionista della storia a superare, per entità, l'esercito invasore. Tuttavia la forza effettiva non superò mai i 900 000 soldati, impiegati prevalentemente per servizi di guarnigione e logistica nelle aree occupate. Furono molto rari i casi in cui queste unità vennero usate al fronte a causa della loro scarsa esperienza e fedeltà.

## Perdite

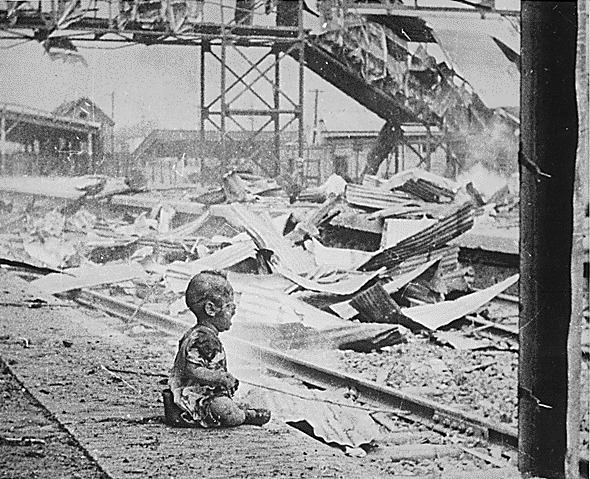
Shanghai 1937: una delle prime immagini della guerra uscite dalla Cina. Pubblicata sulla rivista Life, divenne un'icona della guerra stessa

Il secondo conflitto sino-giapponese durò 97 mesi e 3 giorni (calcolati dal 1937 al 1945).

### Perdite cinesi
L'esercito del Kuomintang fu coinvolto in 22 battaglie principali, molte delle quali videro impegnati più di 100 000 uomini per parte, 1 171 battaglie minori, molte delle quali con 50 000 uomini coinvolti, e 38 931 scontri di minore importanza. Una valutazione del numero di azioni condotte dalle truppe sotto il controllo del Partito Comunista Cinese è invece decisamente problematica, trattandosi principalmente di azioni di "guerriglia" svolte soprattutto nelle zone rurali della Cina.
I cinesi persero, approssimativamente, 3 220 000 soldati, 9 130 000 civili morti per azioni di guerra dirette, e altri 8 400 000 civili morti per cause riconducibili alla guerra. Alcuni storici cinesi valutano la cifra complessiva di morti in 35 000 000.
I danni economici possono essere valutati a 383 301 000 000 $ Usa (al cambio del 1937) pari a circa 50 volte il PIL annuale del Giappone nello stesso momento. Come ulteriore conseguenza del conflitto si ebbero anche circa 9 milioni di rifugiati.

### Perdite giapponesi
Il Giappone dichiarò di aver avuto, nella guerra, 1 100 000 perdite tra morti, feriti e scomparsi. Secondo il ministero della difesa i morti sarebbero stati 200 000, cifra contestata dai cinesi che affermarono di aver ucciso circa 1 700 000 giapponesi. Una cifra considerata accettabile da molti storici è quella di 480 000 morti.

## Conseguenze

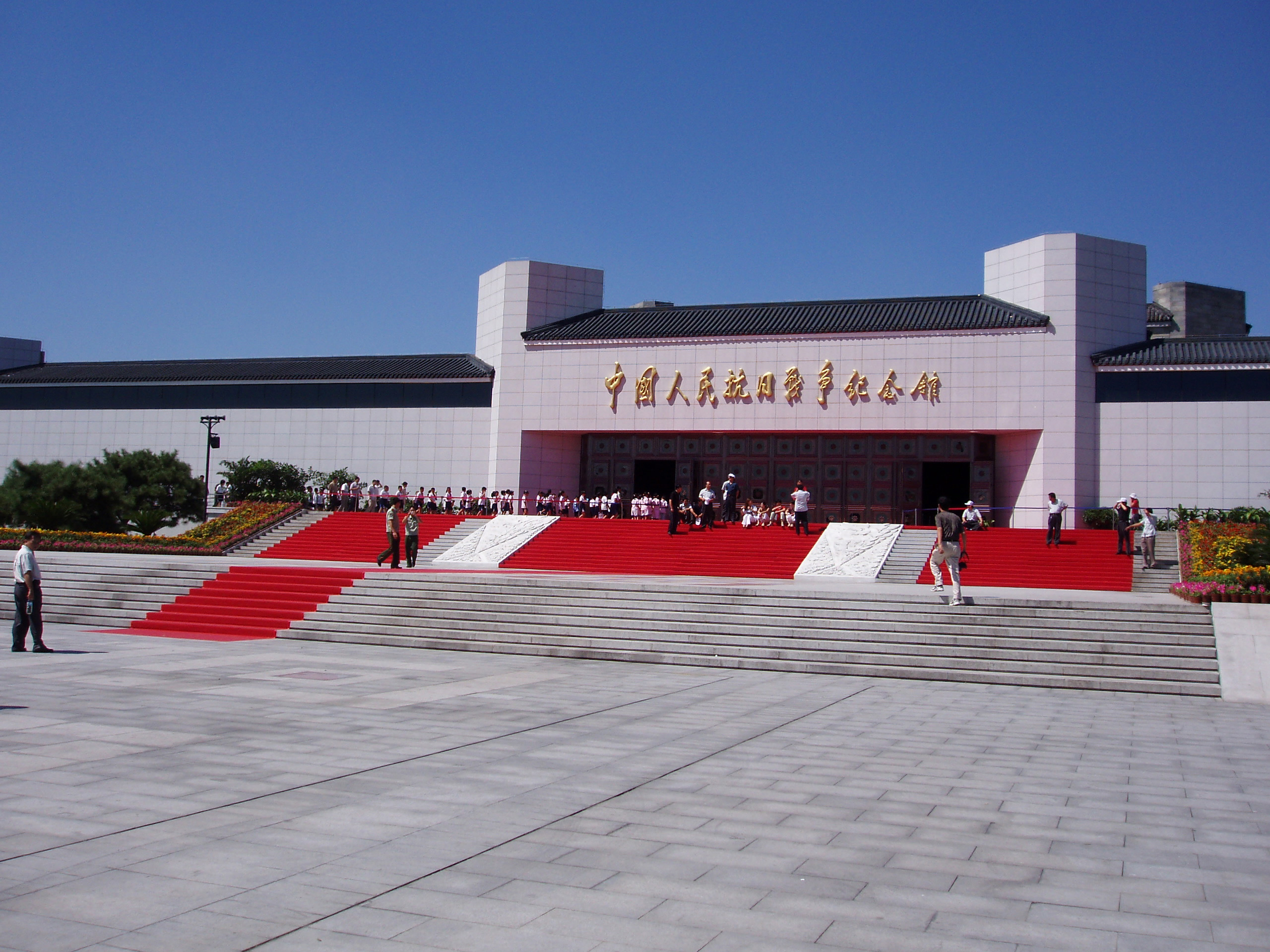
Mausoleo della guerra presso il ponte Marco Polo a Pechino

Nel 1945 la Cina uscì dalla seconda guerra mondiale facendo parte, almeno nominalmente, del gruppo delle grandi potenze che l'avevano vinta benché la nazione fosse prostrata da una grave crisi economica e travagliata di fatto dalla guerra civile. L'economia, messa in crisi dalla guerra, entrò in una grave spirale inflazionistica anche a causa delle attività speculative di molti membri del governo nazionalista, e subì ulteriori colpi a causa di fenomeni naturali aggravati dalla mancata manutenzione del sistema idrico della valle del Fiume Giallo, il cui straripamento provocò ulteriori milioni di profughi e condizioni di vita precarie in molte regioni.
Gli accordi di Jalta del febbraio 1945, che prevedevano l'ingresso delle truppe sovietiche in Manciuria, furono presi con l'assenso del governo nazionalista che sperava così di diventare l'unico interlocutore cinese del governo di Mosca. Al termine della guerra l'Unione Sovietica, sempre secondo gli accordi di Jalta, stabilì una sua sfera d'influenza sulla Manciuria, smantellando e trasportando sul proprio territorio più della metà delle industrie lasciate dai giapponesi. La presenza sovietica nel nordest della Cina permise al Partito Comunista Cinese una grande libertà di movimento e anche di armamento, utilizzando ciò che i giapponesi avevano abbandonato dopo la resa.
La guerra lasciò il governo nazionalista indebolito e scarsamente popolare, mentre rafforzò il Partito Comunista sia dal punto di vista militare sia come popolarità. Nelle "zone liberate" Mao Zedong fu abile nell'applicare i principi del marxismo-leninismo alla particolare situazione cinese. Egli e i quadri dirigenti del partito si proposero alla guida delle masse contadine vivendo in mezzo a loro, mangiando lo stesso cibo e cercando di pensare alla stessa maniera. A queste tattiche si unirono anche campagne di indottrinamento politico, di alfabetizzazione e di coercizione nei confronti delle classi "agiate". L'Esercito di Liberazione Popolare si costruì un'immagine di fiero combattente della "guerriglia" in difesa del popolo cinese.
Per tutto il periodo della guerra il Partito Comunista Cinese continuò a rafforzarsi soprattutto nelle "aree liberate" passando dai 100 000 membri del 1937 a 1 200 000 del 1945. Queste furono le condizioni che permisero a Mao Zedong, ormai capo indiscusso del partito, di portarlo nel 1949, alla vittoria nella guerra civile costringendo il governo nazionalista a rifugiarsi nell'isola di Taiwan.
Le vicende della guerra rimangono il maggior problema nelle relazioni diplomatiche tra Cina e Giappone. Da una parte la Cina accusa il Giappone, e spesso il suo governo, di cercare di "cancellare" la memoria dell'aggressione e delle azioni contrarie alle convenzioni belliche commesse da alcune unità giapponesi in Cina (Unità 731), dall'altra si accusa il governo cinese di esagerare il ruolo avuto dal Partito Comunista nella guerra.